# Isolina Carrillo
Isolina Carrillo (* 9. Dezember 1907 in Havanna; † 21. Februar 1996 ebenda) war eine kubanische Komponistin, Multiinstrumentalistin, Sängerin und Gesangspädagogin.

## Leben
Carrillo studierte am Konservatorium von Havanna. Ab 1917 spielte sie Klavier im Orquesta de Calixto Allende. Später gründete sie das Septett Las Trovadoras del Cayo, das sie leitete und in dem sie Trompete spielte. Als Pianistin bildete sie ein Trio mit dem Gitarristen Vicente González Rubiera und dem Sänger Marcelino Guerra. Weiterhin gehörte sie dem Quinteto Siboney (mit Joseíto Núñez, Alfredito León, Facundo Rivero und Marcelino Guerra), dem Conjunto Tropicuba und dem Trío Sepia an.
Von 1938 bis 1952 arbeitete sie bei CMQ Radio, später bei Radio Habana Cuba, und bis 1952 bei Cadena Azul von Amado Trinidad Velazco. Bei Letzterem gründete sie ein großes Danzone-Orchester, machte Jingles und war als Repertoirepianistin und Begleiterin tätig. Neben dem Klavier und der Trompete (Lehrer war Lázaro Herrera) spielte sie auch Gitarre, Tres und Bongo. Eine Ausbildung als Organistin erhielt sie von Rafael Palau an der Kathedrale von Havanna. Als Sängerin führte sie Boleros, Tangos, Guarachas sowie Werke von Ernesto Lecuona auf.
Konzerttourneen führten sie u. a. nach Venezuela, Panama und Puerto Rico, in die Dominikanische Republik, nach Buenos Aires, Montevideo, Santiago de Chile, Lima und Mexiko. Berühmt wurde ihr Song Dos Gardenias. Carrillo arbeitete auch als Gesangslehrerin.

## Werke
- Acuarela tropical
- Canción sin amor
- Castillo de ensueño
- Como yo jamás
- Cuando me faltas tú
- Cuando menos lo pienses
- Dos gardenias
- Fiesta de besos
- Increíble
- Ironía
- Lejos de ti
- Mi lamento
- Mi paraíso
- No creo en ti
- Miedo de ti
- Parte de mi vida
- Qué mal te portas
- Rumor de vida
- Sé que lo sabes
- Sed de ti
- Sombra que besa
- Soy tu destino
- Te lo advertí
- Viviré para quererte